# Acceleration

Läge, hastighet och acceleration av samma rätlinjiga rörelse som funktion av tid.

Acceleration är en fysikalisk storhet, som anger förändring av hastighet per tidsenhet. Förändringen kan vara såväl positiv (ökad hastighet) som negativ (minskad hastighet, retardation/deceleration) eller innebära en ändrad riktning. Vid acceleration ortogonalt mot rörelseriktningen fås en krökt bana utan förändring av fart eller rörelseenergi. Om accelerationen i sidled är konstant blir banan en cirkel. SI-enheten för acceleration är m/s².

## Historia
Begreppet acceleration formaliserades av Pierre Varignon (1654–1722) den 20 januari 1700 som en oändligt liten skillnad i hastighet i tiden vid en oändligt liten tidsskillnad. Begreppet bygger på den teori Leibniz (1646-1716) utvecklat två år tidigare.

## Exempel

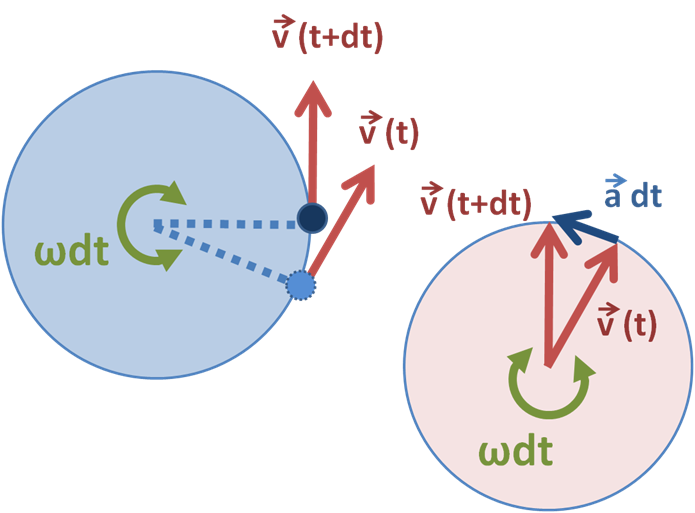
En acceleration i sidled ger upphov till en cirkulär rörelse.

En bil som startar från stillastående och accelererar rakt fram har en acceleration vars riktning sammanfaller med dess hastighet och farten ökar. När accelerationen minskar till noll upphör fartökningen och bilen får en konstant fart framåt. Om nu vägen svänger men bilens fart längs vägen är densamma, hastighetsmätaren visar konstant fart, så kommer ändå hastighetens riktning att variera. För att detta skall ske krävs en acceleration i sidled. Då vägen och bilen svänger till vänster är accelerationen alltså riktad rakt åt vänster i förhållande till bilen och tvärtom vid en högersväng. Den acceleration i sidled som behövs beror på vägens krökning, en skarpare kurva, eller del av kurva, kräver en större acceleration i sidled. Låt oss sedan anta att bilen, fortfarande med konstant fart längs vägen, når en raksträcka och dess acceleration är noll. Om bilen skall stanna längs raksträckan, bromsar föraren och genererar en acceleration som är parallell med bilens hastighet men motriktad och bilens fart minskar, eller annorlunda uttryckt, bilen retarderar.
Notera att det i detta exempel inte gjorts några antaganden om hur bilens acceleration uppkommer. På verkliga bilar uppstår accelerationer genom de krafter som verkar på bilens däck från marken och bilens motor, samt krafter från den omgivande luften och gravitationskrafter i det gravitationsfält bilen befinner sig i.
Ett annat praktiskt exempel på acceleration i sidled är omloppsbanor som den månen beskriver kring jorden. Månen har en fart framåt men påverkas hela tiden av jordens tyngdacceleration som verkar ortogonalt mot månens bana. Det gör att månens hastighet hela tiden förändras så att månen i praktiken kretsar kring jorden.

## Beteckningar
Acceleration betecknas vanligen a. 
Vid analys i mer än en dimension, vilket är vanligt inom till exempel mekanik och fältteori, är det naturligt att representera acceleration med en vektor, vanligen betecknad a eller a. 
SI-enheten för acceleration är meter per sekundtvå, m/s² (även meter per sekundkvadrat eller meter per kvadratsekund).
En vanlig acceleration är tyngdaccelerationen som accelererar allting i riktning mot Jordens centrum.  Tyngdaccelerationen vid jordens yta är ungefär 9,8 m/s² och förekommer så ofta i beräkningar att den har en egen beteckning, g. När man vid rymdfärder, kollisioner och liknande talar om ett visst antal g som uppnåtts anger man alltså en multipel av tyngdaccelerationen. En person med massan 100 kg som utsätts för 3 g upplever således att den väger 300 kg.

## Härledningar

Acceleration är graden av förändring av hastigheten. Vid någon punkt på ett hastighet-tid-diagram ges storleken av acceleration som lutningen på tangenten till kurvan vid punkten.

Acceleration definieras som tidsderivatan av hastigheten enligt
{\displaystyle \mathbf {a} ={\frac {\mathrm {d} \mathbf {v} }{\mathrm {d} t}}}
där a är accelerationen, v hastigheten och t tiden.
Acceleration är alltså förändringen av hastighet per tidsenhet. Vidare är hastighet derivatan av sträckan som funktion av tiden. Således är acceleration andraderivatan av sträckan.
Notera att både hastighet och acceleration är egenskaper som definieras relativt en viss referensram. För bilen i exemplet ovan är en naturlig referensram den omgivning i vilken vägen ligger. För andra system är möjligen andra referensramar av intresse. För en raket vars mål är månen kommer hastighet och acceleration relativt både jorden och månen att vara av intresse, åtminstone i olika faser av resan. Foucaults pendel är ett annat exempel på ett system där flera referensramar är av betydelse. För att förutsäga dess rörelse för några få svängningar är det tillräckligt med att betrakta jorden som en lämplig referensram, men för att förstå rörelsen under en längre tid krävs att en bättre lämpad referensram används, exempelvis en där jordens masscentrum är fixt tillsammans med riktningarna mot några fixstjärnor. I ännu svårare fall kan krävas att solsystemets masscentrum och några lämpliga riktningar anses fixa, eller rentav Vintergatans masscentrum och riktningarna till några andra lämpliga galaxer.

## Förhållandet mellan acceleration och kraft
Newtons rörelselagar beskriver förhållandet mellan acceleration och kraft (om massan är konstant):
{\displaystyle \mathbf {a} ={\frac {\mathbf {F} }{m}}}
där a är accelerationen, F är summan av alla krafter och m är massan.
Ovanstående ger att accelerationen är proportionell mot kraften och omvänt proportionell mot massan på det accelererade föremålet.

## Medelacceleration vid likformigt accelererad rörelse
För beräkning av medelacceleration används vanligen ett av tre samband. Vilket som används beror på vilka variabler som är kända. I sambanden nedan är a acceleration, v är den slutliga hastigheten, v0 är begynnelsehastigheten, t är tiden och s är den sträcka som tillryggalagts.
- Starthastighet, sluthastighet och tid är kända

{\displaystyle {a}={\frac {{v}-{v_{0}}}{t}}}
- Sträcka, tid och starthastighet är kända

{\displaystyle {a}={\frac {2\left({{s}-{v_{0}}{t}}\right)}{t^{2}}}}
- Starthastighet, sluthastighet och sträcka är kända

{\displaystyle {a}={\frac {{v^{2}}-{v_{0}^{2}}}{{2}{s}}}}
I vissa fall kan dessa samband utnyttjas för att beräkna en obekant variabel:
{\displaystyle {\bar {v}}={\frac {s}{t}}={\frac {{v_{0}}+{v}}{2}}}